# 小坂井大輔
小坂井 大輔（こざかい だいすけ、1980年7月19日 - ）は、日本の歌人、料理人。

## 経歴
愛知県名古屋市生まれ。朝日大学を卒業後、定職にはつかずふらふらしていたが、いつの間にやら生家である中村区の中華料理屋「平和園」を手伝うようになる。
30代になってからはじめた朝活の読書会をきっかけに短歌をはじめ、のちに未来短歌会とかばんの会の会員となる。東桜歌会の参加をきっかけに勤め先の平和園が「短歌の聖地」と呼ばれるようになる。2016年に「スナック棺」30首で第59回短歌研究新人賞候補作となったことで注目を集めるようになった。同年、荻原裕幸、辻聡之、廣野翔一とともに同人誌「短歌ホリック」を創刊、参加する。
2019年に第一歌集『平和園に帰ろうよ』（書肆侃侃房）を刊行、のちに増刷がかかるヒット作となる。2025年に第二歌集『KOZAKAIZM』（短歌研究社）刊行。
趣味はボクシング。

## 著作
- 『平和園に帰ろうよ』（2019年、書肆侃侃房）
- 『KOZAKAIZM』（2025年、短歌研究社）
表題はザ ブルーハーブの楽曲「BOSSIZM」へのオマージュとなっている[3]。